# Grabenosynklina

Grabenosynklina

Grabenosynklina – w geologii struktura pośrednia między rowem tektonicznym  i synkliną. Inaczej, jest to synklina obniżona wzdłuż uskoków podłużnych bądź rów tektoniczny o skrzydłach typu fleksurowego.